# Élections législatives kirghizes de 2020
Les élections législatives kirghizes de 2020 ont lieu le 4 octobre 2020 afin de renouveler les 120 sièges du Conseil suprême du Kirghizistan.
Le scrutin est une victoire personnelle pour le président Sooronbaï Jeenbekov, qui bénéficie du soutien des trois formations arrivées en tête. Les résultats sont cependant entachés d'irrégularités, entrainant le soulèvement de la population et l'annulation du scrutin par la commission électorale le 6 octobre suivant. Jeenbekov démissionne neuf jours plus tard, sous la pression du nouveau Premier ministre Sadyr Japarov, libéré de prison par ses partisans durant le soulèvement.

## Contexte
Les élections d'octobre 2015 sont remportées par le Parti social-démocrate du Kirghizistan du président Almazbek Atambaev qui, avec 27 % des voix, obtient 12 sièges de plus que lors de la précédente législature. Le parti d'opposition Respoublika Ata-jourt, issu de la fusion de ses deux composante, arrive second avec 20 %.
Les partenaires de coalition du Parti social-démocrate subissent quant à eux un important revers, avec l'effondrement du parti conservateur Ar-Namys qui n'obtient aucun siège et le résultat en baisse du parti de gauche Ata-Meken. Deux nouveaux partis font leur entrée au Parlement : Onuguu–Progress, libéral et pro-entreprises et le parti Bir-Bol, constitué de technocrates. 
Une nouvelle coalition est formée par le parti social-démocrate avec Ata-Meken, le parti Kirghizistan et Onuguu-progress, ce qui permet à Temir Sarïev de se maintenir au poste de Premier ministre.
Après l'élection de Sooronbay Jeenbekov, le parti au pouvoir se scinde entre partisans du président actuel et de son prédécesseur Almazbek Atambaev, arrêté en 2018. Alors que les partisans du nouveau président fondent le parti Birimdik (Unité), le parti Sociaux-démocrates du Kirghizistan est ainsi lancé par les partisans de l'ancien président. Enfin, les deux mouvements composant Respoublika Ata-jourt se séparent.

## Système électoral

Bâtiment du parlement à Bishkek.

Le Conseil suprême (Zhogorku Kengesh) est un parlement unicaméral composé de 120 sièges pourvus pour cinq ans au scrutin proportionnel plurinominal dans une unique circonscription nationale. Le vote a lieu via des listes fermées, avec un seuil électoral de 7 % des suffrages exprimés au niveau national, auquel s'ajoute un seuil de 0,7 % dans chacune des sept provinces du pays ainsi que dans les deux villes à statut spécial du pays, Bichkek et Och. À la suite d'une révision de la loi électorale en 2017, le seuil électoral avait été monté à 9 % au niveau national, avant d'être rétabli à 7 % par une nouvelle réforme courant 2020,.
Le système électoral possède la particularité de plafonner à 65 sièges le total que peut obtenir un parti, quel que soit ses résultats en part des voix. Chaque liste doit présenter au moins 30 % de candidats de chacun des deux sexes, 15 % de moins de 35 ans, 15 % de candidats issus des minorités ethniques et au moins deux personnes handicapées. 
Le 21 octobre 2019, les élections sont convoquées par la commission électorale centrale (CEC) cinq ans jour pour jour après le précédent scrutin.

## Campagne
Le paysage politique est particulièrement modifié par rapport au précédent scrutin. Plusieurs partis ne participent pas dont Onuguu–Progress qui détenait 13 sièges dans l'assemblée sortante, tandis que deux des principales formations, le Parti social-démocrate et Respublika–Ata Zhurt connaissent des scissions, le premier donnant naissance au nouveau parti Unité (Birimdik) des partisans du président Jeenbekov. Au total, 16 partis sont habilités à participer au scrutin.

## Résultats
Les résultats ci-dessous correspondent à ceux de 98,14 % des voix, le dépouillement ayant été interrompu par la crise post-électorale.
|                           |                           |           |       |     |        |               |  |  |  |
| Partis                    | Partis                    | Voix      | %     | +/- | Sièges | +/-           |  |  |  |
|                           | Birimdik                  | 487 685   | 24,90 | Nv  | 46     | 46            |  |  |  |
|                           | Mekenim Kyrgyzstan        | 475 372   | 24,27 | Nv  | 45     | 45            |  |  |  |
|                           | Kirghizistan              | 174 317   | 8,90  | 4,0 | 16     | 2             |  |  |  |
|                           | Kirghizistan uni          | 141 940   | 7,25  | 1,1 | 13     | 13            |  |  |  |
|                           | Mekentchil                | 136 276   | 6,96  | Nv  | 0      | en stagnation |  |  |  |
|                           | Respoublika               | 115 288   | 5,89  | -   | 0      | -             |  |  |  |
|                           | Ata-Meken                 | 80 279    | 4,10  | 3,6 | 0      | 11            |  |  |  |
|                           | Yyman Nuru                | 66 747    | 3,41  | Nv  | 0      | en stagnation |  |  |  |
|                           | Bir Bol                   | 60 305    | 3,08  | 5,4 | 0      | 12            |  |  |  |
|                           | Chon kazat                | 46 568    | 2,38  | Nv  | 0      | en stagnation |  |  |  |
|                           | Zamandash                 | 42 862    | 2,19  | 0,5 | 0      | en stagnation |  |  |  |
|                           | Sociaux démocrates        | 42 460    | 2,17  | Nv  | 0      | en stagnation |  |  |  |
|                           | Réforme                   | 32 795    | 1,67  | Nv  | 0      | en stagnation |  |  |  |
|                           | Sécurité pour la patrie   | 12 468    | 0,64  | Nv  | 0      | en stagnation |  |  |  |
|                           | Le centre                 | 4 395     | 0,18  | Nv  | 0      | en stagnation |  |  |  |
|                           | Parti des vétérans        | 3 459     | 0,18  | Nv  | 0      | en stagnation |  |  |  |
|                           | Aucun d'entre eux         | 35 714    | 1,80  | 1,0 |        |               |  |  |  |
|                           |                           |           |       |     |        |               |  |  |  |
| Votes valides             | Votes valides             | 1 958 930 | 98,40 |     |        |               |  |  |  |
| Votes blancs ou invalides | Votes blancs ou invalides | 31 823    | 1,60  |     |        |               |  |  |  |
| Total                     | Total                     | 1 990 753 | 100   | -   | 120    | en stagnation |  |  |  |
| Abstention                | Abstention                | 1 532 801 | 43,50 |     |        |               |  |  |  |
| Inscrits/Participation    | Inscrits/Participation    | 3 523 554 | 56,50 |     |        |               |  |  |  |

## Analyse

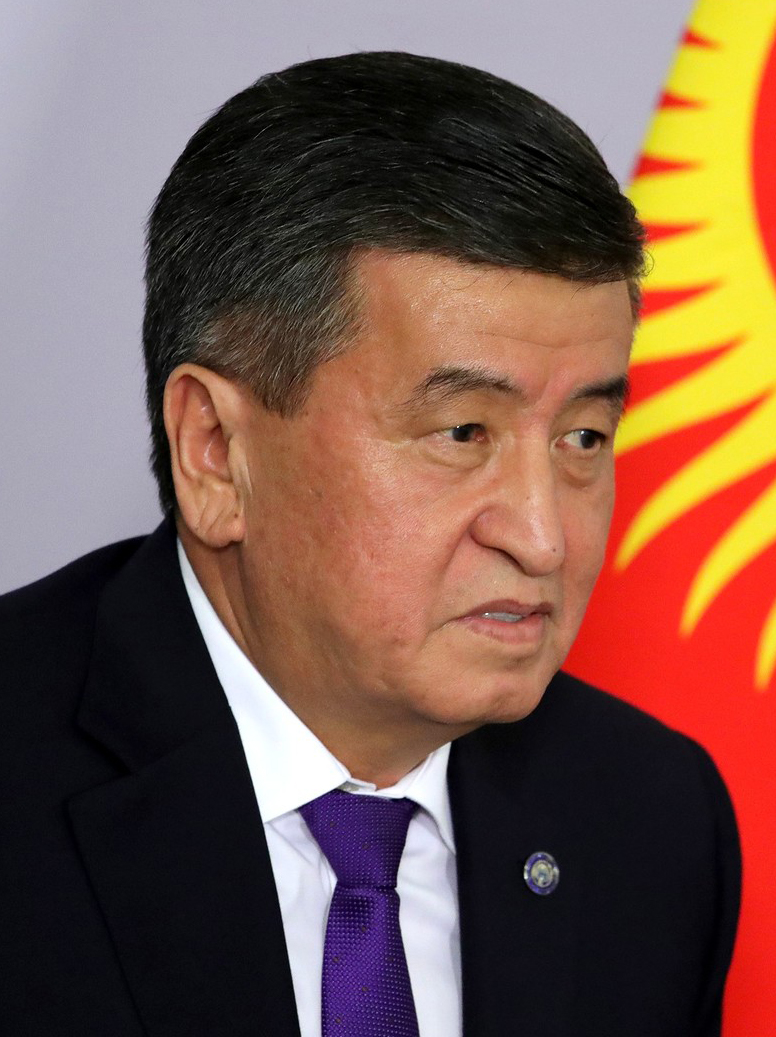
Le président Sooronbay Jeenbekov.

Le scrutin est marqué par de nombreuses accusations d'achat de voix et d'irrégularités électorales, tout en restant libre et pluraliste, une exception en Asie centrale. Les résultats voient une plus grande dispersion des suffrages, qui conduit à l'élimination de plusieurs partis échouant à atteindre le seuil électoral de 7 %. Seuls quatre partis obtiennent ainsi une représentation au parlement, contre six aux élections précédentes.
Il s'agit d'une importante victoire pour les partis favorables au président pro-russe Sooronbaï Jeenbekov. Le parti Unité (Birimdik), issu de l'implosion du Parti social-démocrate et conduit par le frère cadet du président, Asylbek Jeenbekov, arrive en tête, suivi de près par la coalition des partis Ata-jourt-Ma Patrie le Kirghizistan (Mekenim Kyrgyzstan), dont le second est lié à une famille d’oligarques proches du pouvoir, les Matraïmov, ainsi que le parti Kirghizistan, qui soutient également Jeenbekov. 
Enfin, le parti nationaliste Kirghizistan uni parvient de justesse à franchir le seuil électoral, dépassant de peu un autre parti nationaliste, le Parti patriotique, qui échoue de peu à obtenir des représentants.

## Suites
|  |

Les résultats du scrutin, accusés de fraude et d'achat massif de voix débouchent sur des manifestations au cours desquelles les manifestants prennent le Parlement, les bâtiments de l'administration présidentielle et le siège du gouvernement,, puis libèrent de sa prison l'ancien président Almazbek Atambaev, accusé de corruption selon des motifs jugés motivés politiquement par ses partisans et lui même. L'ancien Premier ministre Sapar Isakov et l'ancien chef d'état-major Farid Niyazov sont également libérés dans la foulée.
Les manifestants réclament la démission du chef de l'État et la tenue de nouvelles élections. Le 6 octobre, affirmant que la situation est « sous contrôle », ce dernier annonce avoir demandé à la commission électorale d'examiner les plaintes pour irrégularités, voire d'annuler le scrutin, ce qu'elle fait le jour même. 
L'opposition revendique quant à elle la prise du pouvoir et nomme Sadyr Japarov, lui aussi libéré de prison, au poste de Premier ministre, ainsi que Kursan Asanov à celui de ministre de l'Intérieur,. L'opposition affirme également avoir pris le contrôle des forces de sécurité et du parquet. Plus tard dans la journée, un Conseil de coordination est mis en place par sept partis d'opposition : Ata Meken, Respublika, Kirghizistan uni, le SDPK, Zamandash et Bir Bol. Dans la soirée, le Premier ministre sortant Koubatbek Boronov démissionne, et Myktybek Abdyldayev est élu président du Conseil suprême. Sadyr Japarov est ensuite élu formellement Premier ministre par intérim par le Parlement. Sa nomination est cependant contestée par le Conseil de coordination et le Conseil de coordination populaire qui nomine à sa place Tilek Toktogaziev. Il annonce des législatives dans les deux à trois mois.
Le 8 octobre, alors que le président demeure introuvable, une partie des députés lancent une procédure de destitution. Après avoir exclu de démissionner, il en accepte le principe à condition qu'un nouveau gouvernement soit approuvé.
Le 9 octobre, les partis Respoublika, Ata-Meken, Bir Bol et Réforme désignent Ömürbek Babanov, arrivé second durant la dernière présidentielle, comme candidat au poste de Premier ministre et Toktogaziev comme premier vice-Premier ministre. Cet accord reçoit également le soutien de l'ancien président Atambaev. Peu après, Toktogaziev est blessé lors de heurts entre ses partisans et ceux de Japarov et transporté inconscient à l'hôpital. L'état d'urgence est décrété dans la foulée.
Le 10 octobre, Sadyr Japarov est confirmé au poste de Premier ministre par un vote du Conseil suprême. L'élection de Japarov est cependant contestée par une partie des députés. Almazbek Baatyrbekov a été nommé Premier ministre par intérim par le président Jeenbekov. Le décret de nomination de Japarov est envoyé le 13 octobre au président pour signature. Celui-ci le retourne au Parlement.
Sa désignation est de nouveau approuvée par le Parlement le 14 octobre et le président signe son décret de nomination dans la foulée. Alors que Japarov réclame sa démission immédiate, le président Jeenbekov annonce démissionner une fois les nouvelles législatives tenues,. Il démissionne finalement le lendemain. Dans la soirée du 15 octobre, arguant que le président du Parlement a décliné le poste, Japarov annonce assurer l'intérim à la tête de l'État.